# Соколна (хижа)
Вижте пояснителната страница за други значения на Соколна.
Соколна е хижа в Средна Стара планина.
Разположена е в местността Сливката по югоизточните склонове на масива Триглав. Намира на територията на Национален парк „Централен Балкан“, до резерват „Соколна“. Собственост е на Община Павел Баня и е предоставена за безвъзмездно ползване на Туристическо дружество „Соколна“, което е местна структура на Българския туристически съюз.

## История
Отначало е построен заслон „Соколна“ (1972), а после и хижа „Соколна“ (1984). Всичко е строено с доброволни средства. До хижата има само туристическа пътека и всички строителни материали са пренесени с коне. Опожарена е от умишлен палеж на 21 юни 2005 г., след което е ремонтирана.

## Туристическа база
Хижата представлява масивна двуетажна сграда с 43 легла с вътрешни и външни санитарни възли, вторият етаж е възстановен. Електрифицирана и водоснабдена, има парно отопление и ПВХ дограма. Хижата разполага със столова с лятна тераса и лавка. Хижата функционира с пълен капацитет, след като е възстановена изцяло.

## Туристически маршрути
- с. Габарево – хижа „Соколна“ (3 ч. по маркирана пътека)
- с. Скобелево – хижа „Соколна“ (2 ч. и 30 м. по маркиран път)
- хижа „Соколна“ – връх Мазалат (6 часа по маркирана пътека)
- хижа „Соколна“ – хижа „Тъжа“ (7 часа през връх Мазалат по маркирана пътека)
- хижа „Соколна“ – хижа „Русалка“ (8 часа по маркирана пътека)